# 邢子陶
邢子陶（1912年—1998年5月），又名尹阿根，男，浙江嵊县人，中华人民共和国政治人物，曾任中共杭州市委书记，浙江省人大常委会副主任。